# NGC 98
NGC 98 (другие обозначения — ESO 242-5, PGC 1463) — галактика в созвездии Феникс.
Этот объект входит в число перечисленных в оригинальной редакции «Нового общего каталога».
Галактика была открыта английским астрономом Джоном Гершелем 6 сентября 1834.
В 2008 году исследователями по результатам наблюдений Европейской Южной Обсерватории в Чили в спектре поглощения галактики были обнаружены линии, которые ассоциируются со звёздными скоплениями определённой формы.